# Teleamministrazione
La teleamministrazione (dal greco tele, a distanza, letteralmente amministrazione a distanza) è una forma di amministrazione i cui atti amministrativi sono delegati allo scambio di documenti digitali in remoto tra i vari agenti della comunicazione e la cui premessa logica, giuridica e materiale è l'attribuzione del valore giuridico o legale al documento informatico stesso. 
L'informatica amministrativa è di vecchia data, ma per molti anni è stata sempre una mera informatica giuridica documentale, ossia la riproduzione in archivi informatici di documenti giuridici cartacei. La teleamministrazione presuppone invece il capovolgimento di questa impostazione e si basa su studi del 1978, anno in cui, in un convegno della Corte di cassazione, fu lanciata da Giovanni Duni l'idea, allora avveniristica, che il documento informatico potesse avere valore giuridico. Nello stesso anno vengono pubblicate negli Stati Uniti delle ricerche sulla firma digitale, ma il contatto tra il mondo dei matematici e quello dei giuristi tardò per ancora alcuni decenni.
Per molti anni, anche anteriori al 1978, l'informatica ha aiutato il mondo del diritto e l'amministrazione pubblica mantenendosi però a una certa distanza, ossia dando per scontato che la “sacralità” del diritto esigesse la carta e la penna. L'informatica si limitò a gestire archivi di copie di documenti giuridici e fu pertanto chiamata «informatica parallela», in quanto attività collaterale a quella formalmente valida, basata su carta e penna.

## Origini e terminologia
Come espressione linguistica il termine teleamministrazione risale al 1991, anno in cui compare per la prima volta in una relazione presso l'Università La Sapienza, nell'ambito di un Convegno organizzato dalla Corte di cassazione, nella quale si legge: «Il nuovo sistema di informatica amministrativa si chiama “teleamministrazione” perché tutto il lavoro della P.A. dovrà svolgersi a mezzo terminali, che possono essere anche dei computers, collegati all'elaboratore centrale a mezzo di una rete.» La teleamministrazione è stata infatti considerata anche una forma di telelavoro.
I procedimenti amministrativi, con la teleamministrazione, diventano quindi procedimenti amministrativi telematici e quelli ad iniziativa di parte realizzano specificamente lo sportello unico telematico.

## Descrizione

### I capisaldi della teleamministrazione
La Corte di Cassazione nei decenni '70-'90 fu al centro di importanti studi sul rapporto tra diritto e informatica e organizzò convegni quinquennali di rilievo internazionale. Nel convegno del 1993 furono presentati i dieci capisaldi della teleamministrazione, che delinearono in modo puntuale un sistema amministrativo di sportello unico telematico:
1. Il cittadino presenta la propria istanza presso un'amministrazione, che assume la gestione dell'intero procedimento.
2. Si apre una "pratica amministrativa" unica, indipendentemente dal numero delle amministrazioni interessate.
3. Sia per i passaggi interni, sia per i pareri e nulla-osta esterni, viene telematicamente inviato un semplice avviso al titolare dell'ufficio che deve operare il successivo intervento dal proprio terminale, diventando il responsabile della procedura in quella fase.
4. Ogni informazione relativa a presupposti esistenti presso pubbliche amministrazioni è acquisita in via telematica, senza ulteriori richieste al cittadino.
5. La firma elettronica consente l'identificazione dell'identità dell'operatore a mezzo di tecniche sicure.
6. L'originale dell'atto amministrativo è elettronico e pertanto sempre disponibile telematicamente presso qualunque amministrazione abbia necessità di farvi riferimento.
7. La disponibilità di masse crescenti di dati in linea rende potenzialmente utilizzabile la tecnica delle elaborazioni automatiche delle decisioni.
8. Attraverso memorizzazioni plurime si può garantire la conservazione degli atti.
9. I rilevamenti statistici diventano possibili in tempo reale e sotto molteplici profili, facilitando i processi decisionali.
10. Il privato può ottenere copie su carta degli atti elettronici.

Il quinto caposaldo nomina la firma elettronica e non la firma digitale: ciò è dovuto alla circostanza che la firma digitale non era ancora divulgata nel mondo scientifico dei giuristi. Tuttavia il riferimento generico alla firma elettronica resta comunque particolarmente valido nella sua opportuna genericità perché risponde alle regole che sei anni dopo sarebbero state dettate dalla direttiva 1999/93/CE.
Come si può notare, in questi capisaldi viene dato particolare risalto ai procedimenti ad istanza di privati, ma il sistema è comunque valido per i procedimenti d'iniziativa d'ufficio.

### Il recepimento dei principi nella normativa
Per quanto riguarda la forma degli atti e documenti l'evoluzione delle norme è passata attraverso le seguenti fasi:
1. atti solo cartacei;
2. possibilità di atti in forma elettronica;
3. obbligo della forma elettronica, salvo rare eccezioni.

Il passaggio alla fase 2 va fatto risalire in Italia all'art. 15, comma, 2 l. 15 marzo 1997, n. 59 (c.d. legge Bassanini 1: prevede il valore giuridico dei documenti informatici, rinviando al regolamento per i criteri di autenticazione); la CEE intervenne più tardi con la direttiva del Parlamento europeo e del Consiglio 13 dicembre 1999, n. 1999/93/CE (recepita con d. lg. 23 gennaio 2002, n. 10), che obbliga gli Stati membri a conferire valore giuridico ai documenti informatici; importante sottolineare che questa direttiva, all'art. 5, mentre obbliga gli Stati a dare valore giuridico ai documenti forniti di firma digitale (non è nominata, ma ne sono descritte le caratteristiche), impone anche di non rifiutare aprioristicamente i documenti informatici e quindi apre spazio a molte altre soluzioni per attribuire i documenti al loro autore (c.d. firme deboli). Nel 2014 la direttiva 93 è stata abrogata e assorbita («per motivi di certezza del diritto e di chiarezza») dal regolamento del Parlamento Europeo e del Consiglio del 23 luglio 2014, n. 910/2014 (denominato brevemente regolamento eIDAS) in GUCE 28 agosto 2014, che peraltro non ha rinnegato il principio della accettazione anche delle “firme deboli".
Il passaggio alla fase 3 è perentoriamente previsto dall’art. 40 del d. legisl. 7 marzo 2005, n. 82, codice dell'amministrazione digitale (CAD), rubricato "Formazione di documenti informatici", così formulato: “Le pubbliche amministrazioni formano gli originali dei propri documenti, inclusi quelli inerenti ad albi, elenchi e pubblici registri, con mezzi informatici secondo le disposizioni di cui al presente codice e le regole tecniche di cui all'articolo 71”. Le rarissime eccezioni previste fino al 2016 sono state abrogate dal D. Lgs. 179/2016. L’art. 12, comma 2, impone il back office ed il front office informatico e telematico (2. Le pubbliche amministrazioni utilizzano, nei rapporti interni, in quelli con altre amministrazioni e con i privati, le tecnologie dell'informazione e della comunicazione, garantendo l'interoperabilità dei sistemi e l'integrazione dei processi di servizio fra le diverse amministrazioni nel rispetto delle regole tecniche di cui all'articolo 71).
Purtroppo le pubbliche amministrazioni spesso ignorano questa disposizione, sì che oggi solo alle imprese viene effettivamente imposto di abbandonare le comunicazioni cartacee con le amministrazioni pubbliche (art. 5 bis del CAD e D.P.C.M. 22 luglio 2011). Dal 31 marzo 2015 si è aggiunto l'obbligo della fatturazione elettronica previsto nella L. 24 dicembre 2007, n. 44, art. 1, commi 209-214 e reso operativo dal DM 3 aprile 2013, n. 55, interpretato con la circolare PCM e Min. Ec. e Fin. 9 marzo 2015, n. 1.
Per la modernizzazione dei procedimenti è possibile ricordare il d.p.r. 20 ottobre 1998, n. 447 (istituzione dello sportello unico, ma per le sole attività produttive ed in modalità cartacea), mentre l'interesse per il procedimento telematico inizia solo con il Codice dell'amministrazione digitale (CAD), poco rilevante nella prima versione, ma modificato con vari successivi interventi, il più importante dei quali è stato il decreto legislativo 10 dicembre 2013, n. 335, seguito dal D. Legisl. 26 agosto 2016, n. 179: si veda l’attuale versione dell’art. 41, comma 1: «Le pubbliche amministrazioni gestiscono i procedimenti amministrativi utilizzando le tecnologie dell'informazione e della comunicazione. Per ciascun procedimento amministrativo di loro competenza, esse forniscono gli opportuni servizi di interoperabilità e cooperazione applicativa, ai sensi di quanto previsto dall'articolo 12, comma 2».
Fondamentali sono inoltre le fonti europee. La CEE e poi l'Unione europea hanno svolto un'ampia azione in tema di e-government: una delle più importanti fu il lancio del programma IDABAC, anche con finanziamenti, a mezzo della Decisione 2004/387/Ce del Parlamento Europeo e del Consiglio del 21 aprile 2004 relativa all'erogazione interoperabile di servizi paneuropei di governo elettronico alle amministrazioni pubbliche, alle imprese e ai cittadini. Tuttavia il più puntuale recepimento dei principi della teleamministrazione si ha nella Direttiva 2006/123/CE del Parlamento europeo e del Consiglio, del 12 dicembre 2006, relativa ai servizi nel mercato interno, che obbliga gli Stati membri ad istituire lo sportello unico telematico.
Aggiornamento delle fonti: anni 2014-2016.
L’U.E. ha emanato un fondamentale regolamento, che, per la sua ampiezza, può essere considerato il testo unico dell’amministrazione digitale europea: Regolamento del Parlamento Europeo e del Consiglio del 23 luglio 2014, n. 910/2014 (denominato brevemente regolamento eIDAS) in GUCE 28 agosto 2014. La direttiva sulle firme elettroniche 1999/93/CE è formalmente abrogata, ma ne sono state recepite le regole fondamentali, ed in particolare la possibilità di documenti con firma “debole”, ossia non digitale. Il regolamento disciplina come aspetti fondamentali l’identità digitale ed i servizi fiduciari, ossia quelle funzioni ed istituti che devono garantire la correttezza delle attività informatiche e telematiche (firme, sigilli elettronici, validazione temporale, posta certificata, siti web).
L’Italia ha recepito questo regolamento con il D. Legisl. 10 dicembre 2016, n. 179, ultima modifica al CAD.

### Teleamministrazione e procedimento a stella
La teleamministrazione può avere un impatto notevole sull'efficienza dell'azione amministrativa: l'abbandono delle carte e la gestione in tempo reale del flusso dei documenti può determinare infatti un'enorme accelerazione dei tempi, accompagnata dalla responsabilizzazione degli uffici e dei singoli operatori, nonché dall'ampliamento della trasparenza attraverso gli accessi diretti online.
La teleamministrazione consente di ottimizzare, in particolare, il procedimento a stella, studiato in Germania con il nome “Sternverfahren” e alternativo a quello sequenziale che per sua natura ha tempi molto più lunghi. Esso può essere realizzato anche nel mondo delle carte, ma è necessario presentare tante copie del dossier (a volte di dimensioni enormi) a ciascun ufficio e a ciascuna amministrazione che deve esprimere pareri o nulla osta: con lo sportello unico questa gravosa incombenza cartacea spetta semplicemente all'amministrazione procedente.
Sono quindi evidenti i vantaggi degli alleggerimenti procedurali che produce il fascicolo informatico, in quanto, come ben chiaro nell'art. 41 del CAD, a esso accedono direttamente e contemporaneamente tutte le amministrazioni coinvolte, che possono immediatamente valutare ciò che a ciascuna compete e fornire il parere o il nulla osta inserendolo telematicamente nel fascicolo, attraverso uno schema a stella.

### Teleamministrazione tra diritto e applicazione
Il concetto di teleamministrazione ha delineato, con largo anticipo rispetto alle successive disposizioni normative, il sistema del procedimento amministrativo telematico e, in questo ambito, dello sportello unico telematico, basati sulla dematerializzazione dei documenti e sul lavoro amministrativo telematico.
L'aspetto della dematerializzazione dei documenti, ossia della forma elettronica giuridicamente valida, scientificamente delineato fin dal 1978, fu accolto prima in Italia (legge 15 marzo 1997, n. 59, art. 15, comma 2) e poi dall'Unione europea con la direttiva 1999/93/CE.
Una volta accettato il principio del valore giuridico del documento elettronico si è quindi potuto passare alla sua gestione nel procedimento telematico.
La configurazione del procedimento secondo le regole di teleamministrazione, come si è detto, è accettata oggi sia nelle fonti europee, sia in quelle italiane. Le fonti europee descrivono in modo abbastanza puntuale lo sportello unico telematico, con norme che ben si inquadrano nelle regole scientifiche della teleamministrazione. Esse hanno tuttavia l'handicap di essere specificamente dettate per la libera circolazione dei servizi in ambito europeo, ossia per le procedure relative al loro insediamento. Si tratta della già ricordata direttiva 2006/123/CE, che all'art. 6 prevede lo sportello unico ed all'art. 8 stabilisce che esso venga gestito «a distanza e per via elettronica», affidando alla Commissione il compito di ulteriormente precisare. La Commissione con decisione 16 ottobre 2009 ha quindi stabilito misure per facilitare l'uso di procedure per via elettronica mediante gli «sportelli unici» di cui alla direttiva 2006/123/CE. Queste fonti sono abbastanza chiare e il settore in cui vanno applicate è assi ampio: peccano nel fatto che altri settori ed altri procedimenti, diversi da quelli attinenti all'insediamento di servizi nell'area comunitaria, sono privi di regolamentazione e gli Stati hanno potuto continuare a disciplinarli con procedure antiquate e cartacee.
Data questa limitazione, un gruppo di studiosi europei, coordinati da Giovanni Duni ha studiato quale sarebbe la direttiva auspicabile, al fine di rendere universale il sistema del procedimento amministrativo telematico.
Le fonti italiane hanno come punto di riferimento il Codice dell'amministrazione digitale che prevede norme che, correttamente interpretate ed applicate, dovrebbero imporre la teleamministrazione a tutte le amministrazioni pubbliche, attuando il procedimento amministrativo telematico come metodo generale dell'azione amministrativa. La norma fondamentale è l'art. 41, che dispone la creazione del fascicolo informatico da parte dell'amministrazione procedente, al quale possono e devono accedere tutte le amministrazioni coinvolte nel procedimento, “alimentandolo” con gli atti di propria competenza. I privati possono accedervi ai sensi della legge 241/90.
Il fascicolo informatico, così concepito, altro non è che la specificazione tecnico-organizzativa del procedimento amministrativo telematico, essendo ben chiaro che esso è creato nella fase operativa del procedimento e non è assolutamente un sistema di mero archivio.
Sembrava stridere con questa interpretazione l’art. 10 dello stesso CAD, che, riferendosi allo sportello unico per le attività produttive, si limitava a disporre che esso erogava i propri servizi in via telematica, lasciando dubitare che le attività di back office potessero essere gestite con i vecchi metodi cartacei. L’articolo è stato abrogato dal D. Lgs. 179/2016; a nostro avviso opportunamente, in quanto lo sportello unico ricade totalmente nelle norme generali di teleamministrazione, senza le ambiguità dell’abrogato art. 10.
A fronte di queste norme comunitarie e italiane la realtà appare piuttosto indietro.
Quanto alla violazione delle norme del CAD, appare però difficile che si possa ottenere la dichiarazione di nullità o l'annullamento degli atti per violazione dell'art. 41 (fascicolo informatico) o dell'art. 40 (obbligo della forma digitale), perché in un eventuale ricorso che denunziasse queste violazioni il giudice amministrativo applicherebbe gli l'art. 21 septies e 21 octies della legge 241/90: in pratica il ricorrente dovrebbe dimostrare che l'uso della forma elettronica e il fascicolo informatico avrebbero potuto determinare un provvedimento diverso.

## Fonti normative

### Fonti statunitensi
Lo Utah Code del 1995, § da 46-3-101 a 46-3-504 (Enacted by l. 1995, ch. 61).
US Senate, S. 1594, Digital Signature and Electronic Authentication Law (SEAL) of 1998. — US House of Representatives, H.R. 3472, Digital Signature and Electronic Authentication Law (SEAL) of 1998

### Fonti europee
- Direttiva del Parlamento europeo e del Consiglio 13 dicembre 1999, n. 1999/93/CE, abrogata ed assorbita dal
- Regolamento del Parlamento Europeo e del Consiglio del 23 luglio 2014, n. 910/2014 (denominato brevemente regolamento eIDAS) in GUCE 28 agosto 2014.
- Decisione 2004/387/Ce del Parlamento Europeo e del Consiglio del 21 aprile 2004 relativa all'erogazione interoperabile di servizi paneuropei di governo elettronico alle amministrazioni pubbliche, alle imprese e ai cittadini.
- Direttiva 2006/123/CE del Parlamento europeo e del Consiglio, del 12 dicembre 2006, relativa ai servizi nel mercato interno, che obbliga gli Stati membri ad istituire lo sportello unico telematico in un questo vasto campo di procedimenti amministrativi.
- Decisione 16 ottobre 2009, che stabilisce misure per facilitare l'uso di procedure per via elettronica mediante gli «sportelli unici» di cui alla direttiva 2006/123/CE

The telematic procedures in the European Union. Introducing a draft Directive, ricerca coordinata da Duni, G., in CNR ITTIG Informatica e diritto, Vol. XXI, 2012, n. 2, pp. 113–129 ed in www.teleamministrazione.it.

### Fonti italiane
- L. 15 marzo 1997, n. 59, art. 15, comma, 2.
- D. lg. 23 gennaio 2002, n. 10.
- D.P.R. 20 ottobre 1998, n. 447
- D. legisl. 7 marzo 2005, n. 82, codice dell'amministrazione digitale (CAD)
- D.P.C.M. 22 luglio 2011
- D. legisl. 10 dicembre 2013, n. 335
- D. Legisl. 10 dicembre 2016, n. 179 (ultima modifica al CAD. Adeguamento al regolamento U.E. eIDAS del 23 luglio 2014, n. 910/2014).